# ディンギル

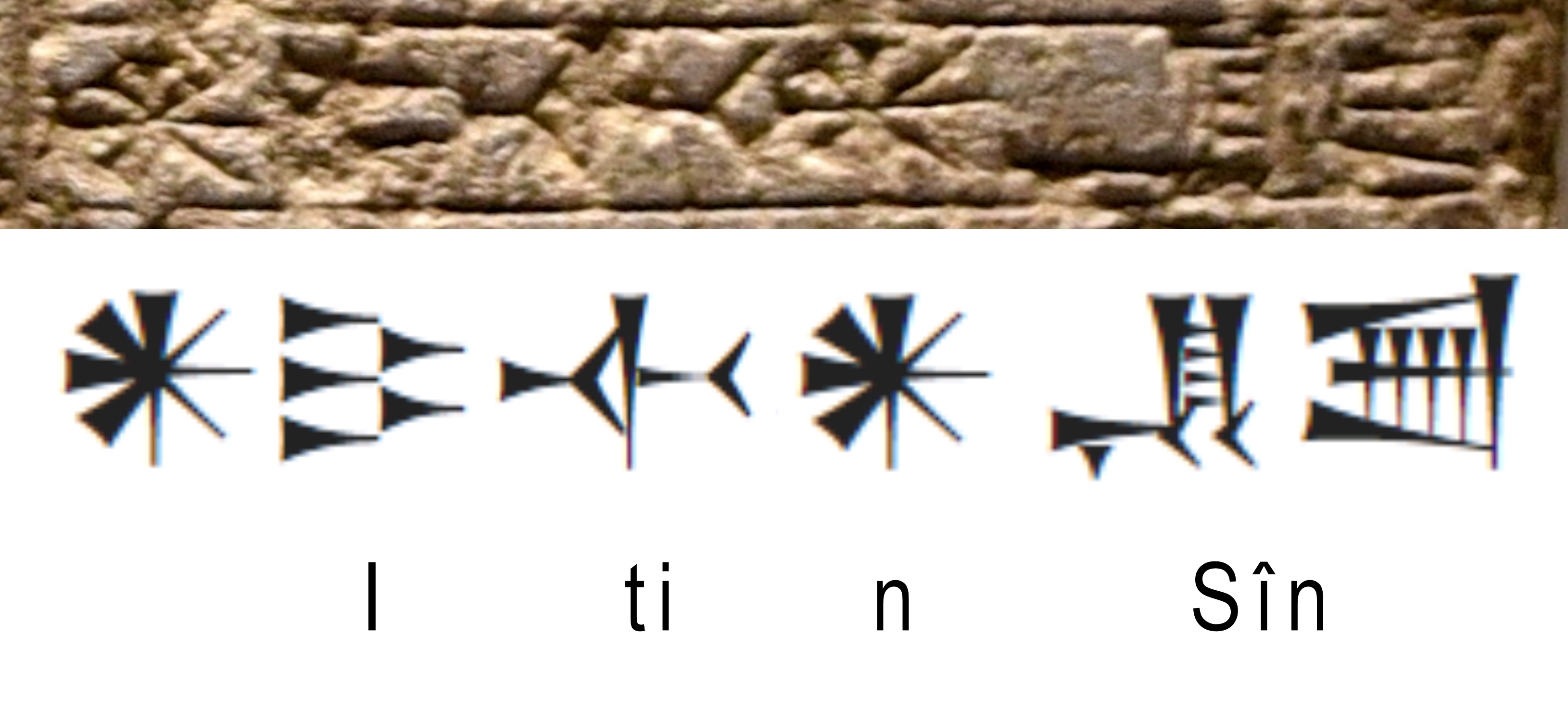
シムルムのイディン・シン王（𒀭𒄿𒋾𒀭𒂗𒍪, I-ti-n Sîn）の名。1文字目の黙字𒀭が神性を象徴する。この文字は"An"と読むこともでき、4文字目に再び使われている𒀭は"n"という音を示す。イラク・スレイマニヤ博物館収蔵の碑文。

ディンギル（楔形文字: 𒀭, ラテン翻字: DIĜIR, シュメール語発音: [tiŋiɾ]）は、シュメール語で神を表す単語。楔形文字の𒀭は神名などに使用される限定符として広く使われており、その場合黙字である。慣例上、ラテン文字へ翻字する際には上付きで D とする。例えば女神イナンナは楔形文字では𒀭𒈹、ラテン翻字では DINANNA と書かれる。
楔形文字の𒀭自体は、もともとシュメール語の単語an（天空）を示す表意文字であった。その後、diĝir（神）を示す表語文字、シュメールの最高神アン、あるいは音節/an/を示す表音文字としても用いられるようになった。更にアッカド語では ilum を示す表語文字、あるいは音節/il/を示す表音文字としての用法が付け加えられた。ヒッタイト語の正書法においてこの文字は音節/an/のみを示すように戻された。
シュメール語における神性の概念は、楔形文字の𒀭が天空をも意味していたこと、それがもともと星を象っていることからも明らかなように、天空と密接に関係している。そのためシュメールの神は空に光り輝いて顕現するのである。

## シュメール語楔形文字
シュメール語楔形文字の DIĜIR（）はもともと星を象ったもので、広義には神、狭義にはシュメールの最高神アンを示す文字であった。天空を意味し、大地を意味する ki とは対照をなしていた。エメサル（女性方言）においては dimer と発音された。diĝir の複数形は diĝir-diĝir（）と書かれることが多い。

## アッシリア楔形文字
アッシリア楔形文字の DIĜIR（）には次のような用法があった。
- アッカド語で神を意味する名詞語幹 il- …これはセム語 il- から頭音書法により派生した。
- アヌム神
- 天空を意味するアッカド語の単語 šamû
- 音節/an/及び/il/
- 「～で」「～に」（英語のat、to）を指す前置詞
- 神名を示す限定符

場合によっては、アッカド語の ēnu 及び ēntu と同様に神官を意味する。例えば、nin-dingir（女の神）はエリドゥ市のエンキ神殿で給食を受ける女神官を意味していた。

## 文字コード
Unicode（version 5.0）では、ANという名前でU+1202D（𒀭）にエンコードされている。